# Caetano Veloso (álbum de 1968)
Caetano Veloso es el primer álbum en solitario del cantante y compositor brasileño Caetano Veloso, grabado en Brasil en 1967, con arreglos por Júlio Medaglia, Damiano Cozzella y Sandino Hohagen y publicado en 1968 por Philips Records (actualmente Universal Music. 
Este disco fue una de las primeras expresiones del movimiento cultural y musical del tropicalismo. 
Un año antes, Veloso, en 1967, había publicado Domingo, en colaboración con Gal Costa.

## Antecedentes
Grabado para capitalizar el éxito de «Alegria, Alegria» en el programa Show em Si... Monal de TV Record, el álbum mantuvo la nueva dirección que Caetano y sus compañeros tropicalistas (aunque ese término aún no se había acuñado) querían tomar de la música popular brasileña. Mientras que su debut Domingo se había basado principalmente en estilos musicales brasileños más tradicionales como la bossa nova, su segundo álbum se basó en gran medida en sonidos e instrumentación más afín al rock and roll y la psicodelia. 
En ese momento, Veloso tenía como objetivo crear un álbum que superara a Sgt. Pepper's Lonely Hearts Club Band de The Beatles,  y por ello se adoptaron elementos del rock psicodélico.

## Recepción de la crítica
Caetano ha expresado su descontento con el álbum, calificándolo de “aficionado y confuso”, pero es ampliamente considerado como un clásico,  y a menudo aparece en las listas de los mejores álbumes brasileños. Él disco fue muy popular tras su lanzamiento en Brasil, y la prensa brasileña usó el título de la canción «Tropicália» para bautizar el movimiento artístico más amplio que representaba, el “Tropicalismo”.
Philip Jandovský describió el álbum en AllMusic como “Un clásico  y uno de los álbumes más importantes de la historia de la música popular brasileña”. Andy Beta de Pitchfork le dio una calificación de 9.4 sobre 10 y afirmó que el álbum debut de Caetano Veloso se mantendría como uno de los álbumes más revolucionarios lanzados en la década de 1960.

## Legado
- En 2007, en “Los 100 mejores álbumes de la música brasileña” de la revista Rolling Stone, Caetano Veloso se situó en el puesto 37.[8]
- En 2001, Caetano Veloso entró en el Latin Grammy Hall of Fame.[9]

## Lista de canciones
Todas las canciones escritas y compuestas por Caetano Veloso, excepto donde esta anotado. 
| Lado uno |                                  |                             |          |  |
| N.º      | Título                           | Escritor(es)                | Duración |  |
| 1.       | «Tropicália»                     |                             | 3:42     |  |
| 2.       | «Clarice»                        | Veloso, José Carlos Capinam | 5:30     |  |
| 3.       | «No Dia em que Eu Vim-Me Embora» | Veloso, Gilberto Gil        | 2:27     |  |
| 4.       | «Alegria, Alegria»               |                             | 2:48     |  |
| 5.       | «Onde Andarás?»                  | Veloso, Ferreira Gullar     | 1:54     |  |
| 6.       | «Anunciação»                     | Veloso, Rogério Duarte      | 2:00     |  |

| Lado dos |                            |                             |          |  |
| N.º      | Título                     | Escritor(es)                | Duración |  |
| 1.       | «Superbacana»              |                             | 1:27     |  |
| 2.       | «Paisagem Útil»            |                             | 2:37     |  |
| 3.       | «Clara» (con Gal Costa)    | Veloso, Perinho Albuquerque | 1:43     |  |
| 4.       | «Soy loco por ti, América» | Gil, Capinam                | 3:43     |  |
| 5.       | «Ave-Maria»                |                             | 2:19     |  |
| 6.       | «Eles»                     | Veloso, Gil                 | 4:41     |  |

## Créditos
Créditos adaptados desde las notas del álbum.
Músicos
- Caetano Veloso – voz principal y coros, guitarra
- Gal Costa – segunda voz (9)

Personal técnico
- Manuel Barenbein – productor
- David Drew Zingg – fotografía
- Liana y Paulo Tavares – diseño de portada